# Walter Birchmeier

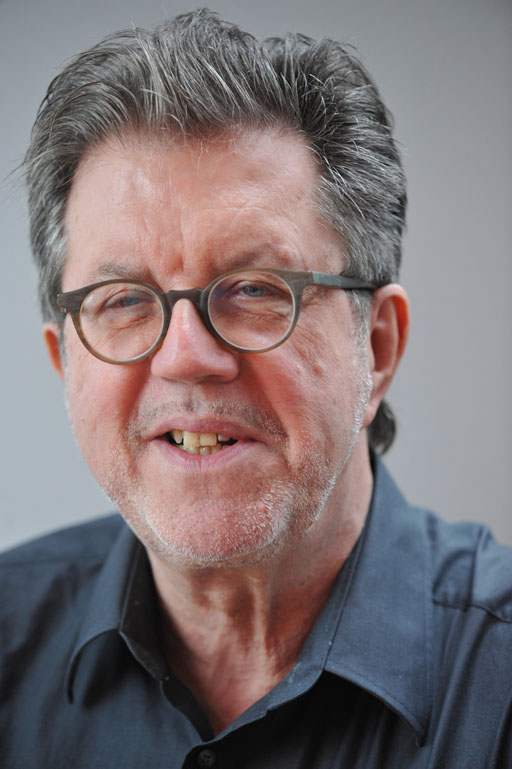
Walter Birchmeier

Walter Birchmeier (geboren am 8. Juli 1943 in Würenlingen, Kanton Aargau, Schweiz) ist ein deutsch-schweizerischer Entwicklungsbiologe und Krebsforscher am Max-Delbrück-Zentrum für Molekulare Medizin (MDC) in der Helmholtz-Gemeinschaft, Berlin. Von 2004 bis 2008 war er wissenschaftlicher Direktor des MDC.

## Biographie
Walter Birchmeier arbeitete von 1964 bis 1966 als Grundschullehrer. Er studierte Biologie an der Universität Zürich, wo er mit Auszeichnung promovierte. Er arbeitete als Postdoc bei Gottfried Schatz an der Cornell University Ithaca (USA) und am Biozentrum der Universität Basel, und bei Jon Singer an der University of California, San Diego. Danach forschte er als Junior-Gruppenleiter am Friedrich-Miescher-Laboratorium der Max-Planck-Gesellschaft in Tübingen, und als Ordentlicher Professor am Institut für Zellbiologie (Tumorforschung) am Universitätsklinikum Essen. 1993 wechselte er an das Max-Delbrück-Zentrum für molekulare Medizin (MDC) und wurde als Professor an die Charité/Medizinische Universität Berlin berufen.

## Forschung
In frühen Arbeiten haben Walter Birchmeier und seine Forschungsgruppe Zytoskelettproteine  und das Zell-Adhäsionsmolekül E-Cadherin charakterisiert, das in normalen Epithelzellen vorkommt. Sie entdeckten, dass E-Cadherin in invasiven und metastasierenden Epithelzellen in reduzierter Menge vorhanden ist, und dass dieser Verlust epithelial-mesenchymale Transitionen (EMT) auslöst. Transfektion von E-Cadherin in Karzinom-Zellen konvertiert diese wieder in normale, nicht-invasive Epithelzellen.
Die wichtigsten Entdeckungen von Walter Birchmeier beziehen sich auf zwei zellulären Signalsysteme, Wnt/beta-Catenin und Met/Gab1/Shp2. Mutationen oder veränderte Regulation dieser Signalsysteme sind verantwortlich für Entwicklungsstörungen und Krebserkrankungen. Walter Birchmeier und sein Labor entdeckten, dass beta-Catenin an Transkriptionsfaktoren der Lef1/Tcf-Familie bindet und dass durch diesen Mechanismus beta-Catenin in den Zellkern transportiert wird und so Zielgene des Wnt-Signalübertragungs-Systems reguliert. Im Weiteren zeigte die Gruppe, dass beta-Catenin in einen Protein-Abbaukomplex von Axin2/Conductin, GSK3-beta und APC rekrutiert wird. Der Protein-Abbaukomplex ist in Tumoren oft verändert, wodurch beta-Catenin stabilisiert wird und ständig Wnt-Zielgene anschaltet. Im Weiteren untersuchte die Gruppe Scatter Faktor/Hepazozyten-Wachstumsfaktor (SF/HGF) und seinem Rezeptor, die Tyrosinkinase Met, in der Morphogenese von Epithelzellen. Sie fanden, dass Met-Signale im Zytoplasma durch das Multiadaptor-Protein Gab1 und die Tyrosin-Phosphatase Shp2 übertragen werden.
Zusätzlich nutzte Birchmeiers Labor Mutagenese in der Maus, um die normale Funktion von Wnt/beta-Catenin- und Gab1/Shp2-Signalgebung zu charakterisieren. Sie zeigten, dass Mutation von beta-Catenin Defekte in der Gastrulation bewirken, und durch konditionelle Mutagenese, dass beta-Catenin die Entwicklung von Vorläufer-Zellen und Stammzellen des Nervensystems, der Haare und des Herzens kontrolliert. Gab1 und Shp2 Signale werden von Vorläufer-Zellen im Haarfollikel  und in der Niere benötigt. Die Gruppe untersuchte onkogene Mutationen von beta-Catenin und SF/HGF/Met in Krebsstammzellen der Maus. Sie zeigten, dass beta-Catenin mit dem Epigenetischen Faktor Mll1 interagiert, und dass die Expression von Zielgenen der beta-Catenin- und Met-Signalwege den Ausgang von menschlichen Hals-Nasen- und Brustkarzinomen prognostizieren. In Zusammenarbeit mit dem Leibniz-Institut für Molekulare Pharmakologie in Berlin hat die Gruppe kleinmolekulare Substanzen entwickelt, die Wnt/beta-Catenin und Met/Shp2-Signalgebung hemmen und dadurch Tumorentstehung unterdrücken können.
Walter Birchmeier ist mit der Biologin Carmen Birchmeier-Kohler verheiratet, die Entwicklungsprozesse im Nervensystem und in Muskeln untersucht.

## Ehrungen und Mitgliedschaften
- Preis für Krebsforschung, Wilhelm-Warner-Stiftung, Hamburg
- Verleihung des Meyenburg-Preises für Krebsforschung, DKFZ Heidelberg
- Deutscher Krebspreis, verliehen von der Deutschen Krebsgesellschaft
- EMBO-Mitglied
- Korrespondierendes Mitglied der Schweizerischen Akademie der Medizinischen Wissenschaften